# Cantone di Lédignan
Il Cantone di Lédignan era una divisione amministrativa dell'arrondissement di Alès.
A seguito della riforma approvata con decreto del 24 febbraio 2014, che ha avuto attuazione dopo le elezioni dipartimentali del 2015, è stato soppresso.

## Composizione
Comprende i comuni di:
- Aigremont
- Boucoiran-et-Nozières
- Cardet
- Cassagnoles
- Domessargues
- Lédignan
- Lézan
- Maruéjols-lès-Gardon
- Massanes
- Mauressargues
- Saint-Bénézet
- Saint-Jean-de-Serres